# إس. بيري
إس. بيري (بالإنجليزية: S. D. Perry)‏ (و. 1970  م) هي روائية، وكاتبة خيال علمي، وكاتِبة أمريكية.